# Mietshaus Brunnenstraße 156

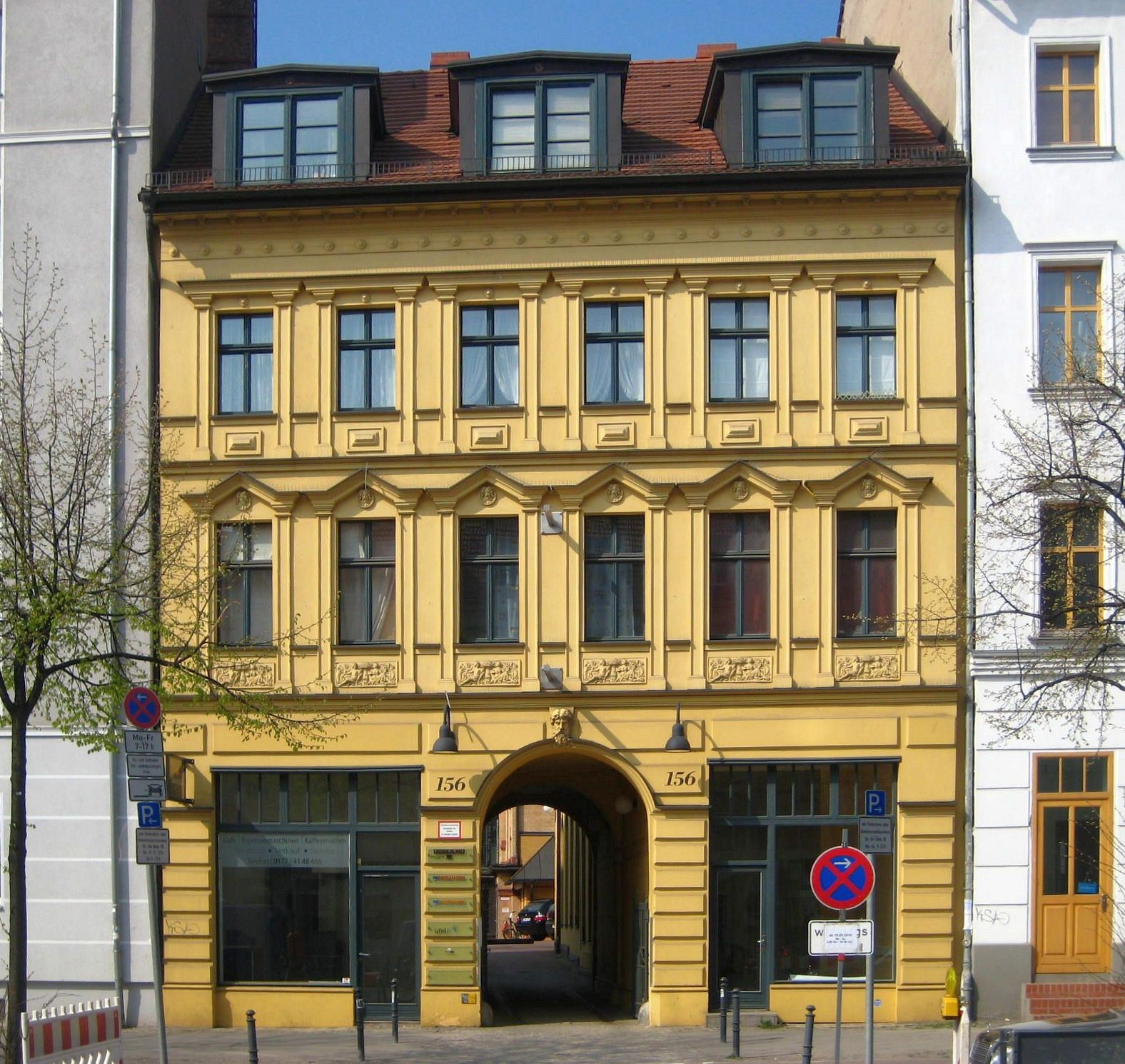
Brunnenstraße 156

Das Mietshaus Brunnenstraße 156 ist ein Wohngebäude aus der Mitte des 19. Jahrhunderts in der Rosenthaler Vorstadt, einem Stadtviertel im Berliner Ortsteil Mitte. Das heute denkmalgeschützte Gebäude wurde 1854 für den Zimmergesellen Ernst Scholz errichtet und 1880 umgebaut. Es entstand noch vor dem 1862 in Kraft getretenen Hobrechtschen Bebauungsplan und veranschaulicht die vorstädtische Bebauung der Brunnenstraße zwischen Rosenthaler Platz und Bernauer Straße. Auf dem hinteren Teil des Grundstücks wurde 1890 eine Fabrikanlage errichtet, die aus zwei fünfgeschossigen Quergebäuden und mehreren eingeschossigen Seitengebäuden besteht.